# XXXI Festival del Huaso de Olmué
El XXXI Festival del Huaso de Olmué, conocido como Olmué 2000, se realizó los días 21, 22 y 23 de enero de 2000, nuevamente bajo la transmisión y producción de Canal 13. La animación estuvo a cargo, una vez más, de Juan La Rivera. En esta edición, Tito Fernández "El Temucano" alcanzó su cuarta presentación consecutiva en el certamen, consolidándose como uno de los artistas más recurrentes de aquella etapa. Dentro de la parrilla internacional, destacó la participación de Soledad Pastorutti, cantante argentina que por esos años gozaba de gran popularidad, llevando el folclore trasandino al escenario del Patagual.

## Artistas

### Musicales
- Tito Fernández
- Luis Jara
- Santiago del Nuevo Extremo
- Soledad
- Patricio Manns
- Fernando Ubiergo
- Los Llaneros de la Frontera
- Los Músicos de la Calle
- Gondwana
- Cecilia Echeñique
- Peteco Carabajal
- Los Cántaros
- Los Jaivas

### Humor
- Natalia Cuevas[2]
- Huaso Clemente (Claudio Reyes)

## Competencia
Las canciones en competencia fueron diez y abarcaron distintos géneros folclóricos.
| Título                       | Intérprete(s)             | Autor(a)                             | Lugar     |
| ---------------------------- | ------------------------- | ------------------------------------ | --------- |
| "Por las cosas del amor"     | Huasos Hidalgos           | Luis Ignacio Bastarrica Molina       | Ganador   |
| "A ti Valparaíso"            | Edson Guerrero            | Edson Guerrero                       | 2.° Lugar |
| "Tengo ganas de cantarte"    | Álvaro Scaramelli         | Álvaro Scaramelli                    | 3.° Lugar |
| "En los jardines de mi alma" | Lafquén                   | Antonio Cerpa                        | Eliminado |
| "Ven a bailar mi fiesta"     | Los Mensajeros            | Ruperto Fonfach                      | Eliminado |
| "Violetas para el olvido"    | Los Surcadores del Viento | José Cornejo Aliaga y Eduardo Castro | Eliminado |
| "Ayúdame a navegar"          | Magdalena Matthey         | Mariela González                     | Eliminado |
| "Un vals para Santiago"      | Emma Guzmán y su grupo    | Jorge Cartes Palacios                | Eliminado |
| "El brujo de Quicaví"        | Patricio Quintanilla      | Dante Olivares Fernández             | Eliminado |
| "Juanito Lana"               | Mario Rojas               | Mario Rojas                          | Eliminado |

El premio a Mejor Intérprete fue entregado al Grupo Lafquén por su presentación de "En los jardines de mi alma".